# Batalla de Transsilvània
La batalla de Transsilvània va ser la primera gran operació de les forces romaneses en el front de Romania durant la Primera Guerra Mundial, que va començar el 27 d'agost de 1916.
Va començar com un intent de l'exèrcit romanès de prendre la disputada província de Transsilvània, i potencialment obligar a Àustria-Hongria a retirar-se de la guerra. Encara que inicialment va tenir èxit, l'ofensiva va ser detinguda després de l'atac de Bulgària a Dobrudja. Juntament amb un reeixit contraatac alemany i austrohongarès després del 18 de setembre, l'exèrcit romanès es va veure obligat a retrocedir cap als Carpats a finals d'octubre.

## Antecedents
Abans de la guerra, el Regne de Romania era un aliat d'Àustria-Hongria. Però quan va esclatar la guerra el 1914, Romania es va comprometre amb la neutralitat, afirmant que Àustria-Hongria havia iniciat la guerra i, per tant, Romania no tenia obligació d'unir-se amb ella.
Finalment, Romania es va unir a la Triple Entesa, amb la condició que els Aliats reconeguessin l'autoritat romanesa sobre Transsilvània; els romanesos eren la població majoritària de la regió. Els Aliats van acceptar els termes i Romania va declarar la guerra a Àustria-Hongria el 27 d'agost.

## Batalla

### L'ofensiva romanesa (del 27 d'agost al 18 setembre)

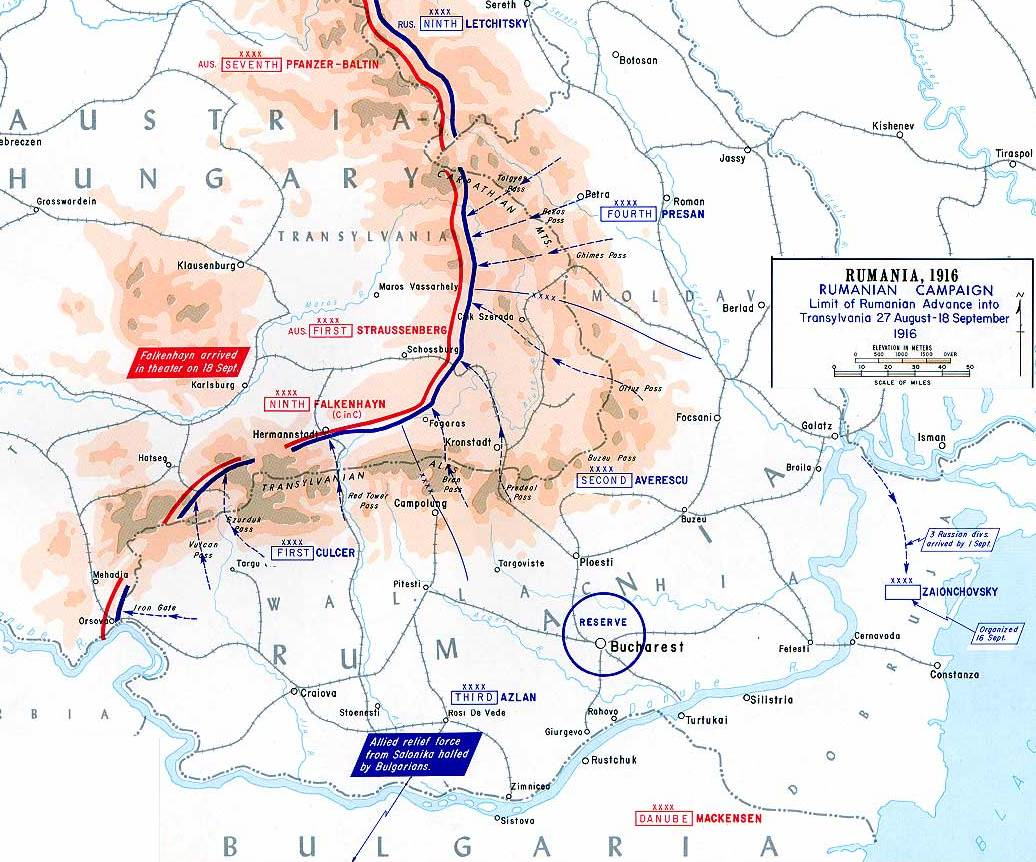
Invasió romanesa d'Àustria-Hongria (agost de 1916)

Durant la nit del 27 d'agost, tres exèrcits romanesos van creuar els poc defensats passos dels Carpats, i només van trobar resistència esporàdica per part de les unitats frontereres austrohongareses. El pla romanès (Hipòtesi Z) demanava un ràpid avanç cap al riu Mureş, estratègicament important, amb Budapest com a objectiu final. El 2n Exèrcit romanès va realitzar l'avanç principal, amb el 1r i 4t en els seus flancs. El 2n Exèrcit va travessar la frontera la nit del 27 al 28 d'agost i va avançar cap a Transsilvània.
En la primera fase de l'ofensiva (del 27 d'agost fins al 2 de setembre), el 2n Exèrcit va conquerir les valls Lepşa, Putna, Năruja i Zăbala, i va avançar cap a Covasna. Els combats ferotges van tenir lloc a Vama Buzăului, on els romanesos van capturar la ciutat, causant fortes pèrdues a les forces enemigues, amb un total de 132 morts i ferits i 492 presoners. El 29 d'agost els romanesos van capturar la ciutat de Braşov, i el 31 d'agost van capturar els pobles de Tohanul Nou i Tohanul Vechi. El 2 de setembre es va acabar la primera fase de l'ofensiva romanesa, amb el 2n Exèrcit arribant a la línia Cătălina-Zăbala-Dobârlau-Prejmer-Feldioara-Vlădeni. Al nord del 2n Exèrcit, el 4t Exèrcit va conquerir el Pas de Tulgheş i van avançar cap a l'oest. A l'oest, el 1r Exèrcit va travessar la frontera en tota la seva longitud i va capturar la ciutat d'Orşova abans d'avançar cap als afores de Sibiu.
En la segona fase de l'ofensiva (del 3 al 10 de setembre), el 2n Exèrcit va travessar el riu Olt i va capturar Sfântu Gheorghe el 7 de setembre. Al final de la segona fase, el 2n Exèrcit va controlar tota la Depressió de Braşov, arribant a la línia Cătălina-Arcuş-Vâlcele-Feldioara-Şercaia-Şinca Veche.
En la tercera fase (de l'11 al 18 de setembre), el 2n Exèrcit va conquerir Mereşti, forçant el creuament de l'Olt cap a Rupea, i va obtenir un punt de suport al conquerir Dăişoara. Aquí, les tropes romaneses es van beneficiar del suport de la població local, amb una jove del poble de Pârâu que va guiar a una subunitat romanesa darrere de posicions enemigues. El 19 de setembre es va ordenar al 2n Exèrcit que adoptés una postura defensiva sobre el terreny capturat i mantenir la línia Odorhei-Paloş-Fişer-Dăişoara-Ticuşu Nou-Toarcla-Săsăuş-Romanu Nou-Cârtişoara-Avrig.
Durant els 29 dies de l'operació, el 2n Exèrcit va avançar una mitjana de més de 100 km de distància de penetració de línies enemigues.

### La contraofensiva de les Potències Centrals (del 26 de setembre al 25 d'octubre)

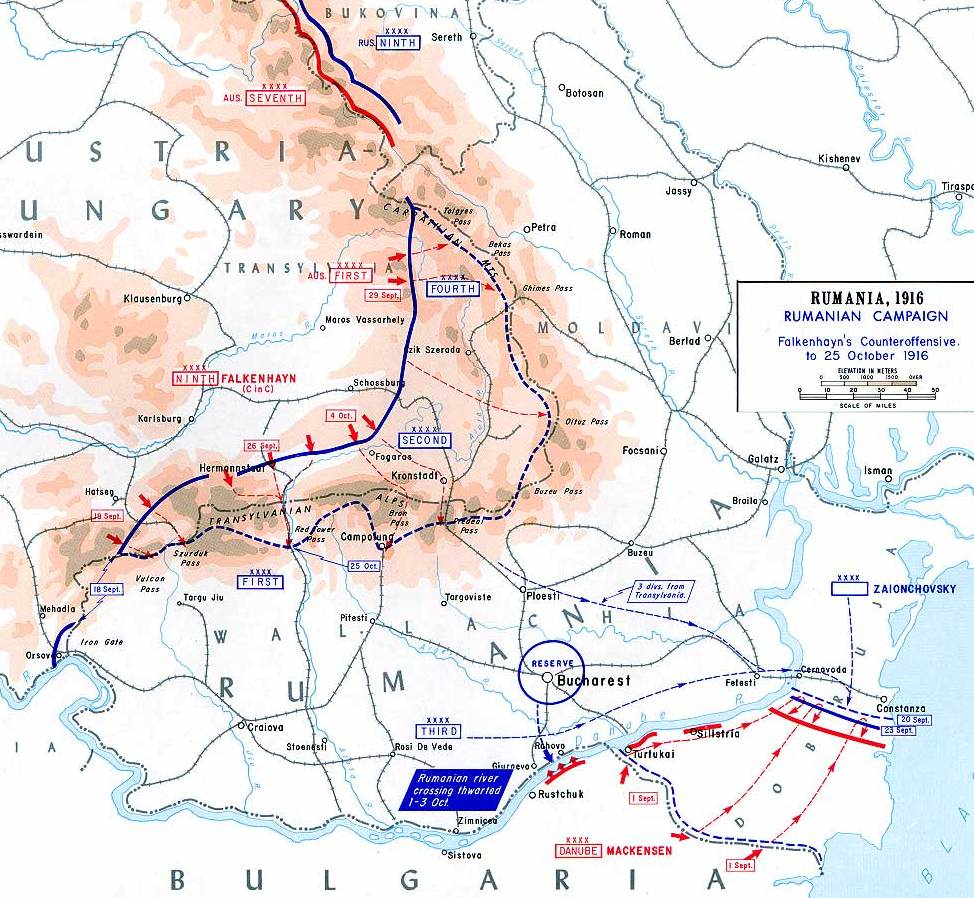
Contraatac de les Potències Centrals (setembre-octubre de 1916)

Erich von Falkenhayn, recentment retirat com a Cap d'Estat Major, va assumir el comandament del 9è Exèrcit alemany i va començar un contraatac contra els romanesos.
El 18 de setembre, les forces alemanyes van atacar el 1r Exèrcit romanès a prop d'Haţeg, obligant-los a aturar el seu avanç i a canviar a una posició defensiva. Vuit dies més tard, l'elit Alpen Korps va prendre la ciutat de Sibiu.
El 17 d'octubre, el 2n Exèrcit romanès va ser derrotat a Braşov. El 4t Exèrcit, malgrat la poca pressió de l'enemic, es va retirar cap a les muntanyes.
El 25 d'octubre, les tropes romaneses es van retirar cap a les seves posicions d'abans de la guerra, però van aconseguir rebutjar els intents alemanys i austrohongaresos per travessar la Vall de Prahova i dirigir-se cap a Bucarest a través de la ruta més curta, tal com havien planejat els alemanys

## Conseqüències
Després d'empènyer l'exèrcit romanès cap als Carpats, els alemanys van començar la seva conquesta d'Oltènia.
Van entrar a la regió el 26 d'octubre i van arribar a Târgu Jiu l'endemà, on el seu avanç es va aturar per la forta resistència de Romania. Els romanesos van contraatacar l'endemà, i van empènyer els alemanys cap a la frontera.
El 29 d'octubre es van reagrupar els alemanys, i l'1 de novembre van llançar un atac molt més poderós. Els romanesos no van poder repelir el nou atac alemany i, a mitjans de novembre, Târgu Jiu estava a les seves mans. Van continuar el seu avanç, i el 21 de novembre va ser ocupada la capital regional, Craiova. L'última acció significativa de la batalla va ser la càrrega de Robăneşti el 23 de novembre, una de les accions més atrevides de l'exèrcit romanès.
Al 26 de novembre tota Oltènia va ser ocupada pels alemanys, i van empènyer les forces romaneses a l'est del riu Olt. L'endemà van començar el seu avanç cap a Bucarest, la capital romanesa.

## L'espai cultural hongarès
Després que l'exèrcit romanès es retirés de Transsilvània, al juliol de 1917, el govern hongarès va crear l'Espai Cultural Hongarès, que comprenia els comtats de Krassó-Szörény, Hunyad, Szeben, Fogaras i Brassó, a la frontera amb Romania. Aquests comtats van donar la benvinguda a les tropes romaneses quan van ser envaïts, per la qual cosa es van unir a aquesta «àrea cultural» per evitar que s'exposessin a la «influència estrangera».
Al final de la guerra, es van tancar més de 3.000 escoles primàries romaneses.